# 吞食天地II 赤壁之戰
《吞食天地II 赤壁之戰》，是1992年由卡普空推出的街機遊戲，和前作《吞食天地》一樣，本作亦是以本宫宏志的《三國演義》漫畫《吞食天地》為遊戲腳本，由玩家操作蜀國的武將們進行戰鬥，遊戲流程仍為橫向捲軸式的關卡設計。本作品後來於1996年時移殖到PlayStation與世嘉土星，2005年時又移殖為手機遊戲，在日本NTT手機移殖版中有一些新增的遊戲要素。2011年底移植到PlayStation Portable遊戲的下載商店中。

## 概要
本作的故事從「博望坡之戰」開始到「赤壁之戰」為止，并再现了原著的“华容道”情节。玩家可以選擇的角色較前作多一個，街機版本可以3人同時遊戏（後來的移植版只能2人同時遊戏）。與《圓桌騎士》和《名将》一樣，遊戲也有两套战斗系统，步行（步戰）或騎馬／騎乘 （馬戰），與《恐龍快打》、《名将》相比，玩家角色徒步作戰時完全不能跑動（遊戲中沒有連續拉兩次前進的指令，但多了下B的前沖技能招式），對付敵人會比較吃力，使用絕技（必殺技）可以將敵將和敵人斬首、碎屍以及腰斬（最後一擊放絕技、血殺保險、騎馬武器旋轉亂舞／放藍黃火／連舞／連發箭、拿刀劍砍），也能保留全屍（最後一擊拳／摔投／飛踢／前沖、騎馬前後挑人／衝撞／衝刺／輕斬／重斬／回馬刀、矛、枪、箭／快速轉身攻擊／藍黃火箭、火燒、拿斧頭砍、拿鈍器打敵將可留全屍，小兵則是全屍或碎屍）；騎馬作戰時的攻擊力比徒步作戰更強，戰鬥時橫刀躍馬，威力大连续技伤害高，移動速度很快，取得的分數也比步戰還要高，但會比較難操作。玩家一旦被敵人打下馬兩次，馬就會自動跑掉（不含自己下馬和玩家重複把敵將打下馬，馬放著不騎一段時間也會跑掉）。在本作中第一、二、三、五、八關都可選擇騎戰馬對戰敵將和敵人（第二、八關主要是搶敵將的戰馬坐騎對戰，但也要注意敵將跑上馬背時也會把在馬附近的玩家撞飛）。由於能骑马的關卡不多，使用金手指（作弊码）或者Hack Rom才可以全程骑马。

## 登場角色

### 玩家
- 關羽

全能型角色，非常強而有力，攻击性能强（綜合實力為全員最强）。步行時沒有拿兵器，以徒手戰鬥，移動速度慢，動作相似自由搏擊、散打和摔角，會铁头功及跳跃折腰摔，抓人距离廣但稍逊于张飞，絕技為斷鎧擊。騎馬時會持青龍偃月刀。
- 張飛

力量型角色，技巧性最强（招式指令全員最多）。步行時沒有拿兵器，以徒手戰鬥，移動速度慢，拳頭傷害可匹敵關羽，有數種類似職業摔角的動作，會咬人及旋風大摔（螺旋打樁），抓人距离全員最廣，絕技為粉碎拳。騎馬時會持丈八蛇矛。
- 趙雲

速度型角色，最具有技巧性。步行時持劍，動作最敏捷，但力量在角色中最低，為唯一沒有地面摔技（會變成「跳踢」）的角色，但能空摔，絕技為（滑步）飛翔劍。騎馬時會持龍膽亮銀槍（涯角槍）。
- 黃忠

远程攻击型角色。步行和騎馬時皆會持弓箭，跳跃攻击时会使用匕首（繩標），為唯一能遠距離攻擊的角色，但不適合近戰，拥有全员最强的伤害力、最高的机动力和最好的牵制技，抓人距离全員最短，絕技為斬斷弓和三連箭。
- 魏延

组合技特长型角色。步行和騎馬時皆會持苗刀，攻擊力介於關張和趙雲之間，抓人距离和赵云差不多，絕技為（腳刀）斬馬蹴。

### 頭目
- 李典

第1關頭目。體力較低。執红纓枪，能飛踢。与李典的战斗中重现了原著中故意败退后纵火伏击的情节。
（附註1：單人作戰時玩家會以騎馬姿態出場，一開始的黃色寶箱中會裝財寶；若是雙人或是三人作戰時玩家則以步行姿態出現；黃色寶箱中的財寶會變成召喚馬的銅鑼。）
（附註2：跑到關卡的最左邊點火把，第二關的道路兩旁就會起火，而且所有的小兵都會微扣點血；沒點火把第二關的道路就不會起火，小兵都會是滿血狀態。）
- 夏侯惇

第2關頭目。騎馬時執偃月刀，步行時則以徒手戰鬥，還會噴火、抓人與飛天重壓。兩種狀態都能以炸彈攻擊。以騎馬姿態出現。在敵將中招式最多，有各種各樣的攻擊型態。在當時卡普空作品中慣例會出現的強敵。
- 許褚

第3關頭目。體力非常高的角色，持大鐵槌。會車輪衝撞、抓人及飛天重壓。关卡重现“火烧新野”的情节。
（附註1：該關卡中會随机出現日本刀正国、虎徹、菊一文字和飛竜。）
（附註2：第一波滾動的三個木桶中第二個固定會出現召喚馬的銅鑼；而第二波滾動的三個木桶中第三個固定會出現大肉。）
（附註3：與第一關一樣有火把，一點火最右邊的火爐就會出現。）
- 美美、美冴、美鈴（吞食天地虛構角色）

第3關與第4關之間出現的角色。善於扔飛刀和輕快的足技，最後打倒美美會得到更多Round Clear Bonus。但無討伐宣言，極可能是手下留情。第8關之後以不同顏色和名稱的雜兵身份出現。如果能一命破關的情況下，會得到三人讚美（世界版除外）。
- 曹仁

第4關頭目。持斬蛇劍及大型流星錘，攻擊速度快，會格擋防禦。
（附註：關卡中有個裝大肉的木桶，敲完後它會滾走，馬上緊跟其後就會順利跟後面的大肉包互撞。）
- 淳于導（三國演義虛構角色）

第5關頭目。步行和騎馬時皆持月牙鏟。攻擊距離很長，但動作較慢。以步行姿態出現。
（附註1：这段剧情是原著“赵子龙单骑救主”的重现。其中，刘备夫人投井托孤的场景，也得以再现，但世界版將這部分刪掉。）
（附註2：黃色寶箱中固定會出現召喚馬的銅鑼。）
（附註3：可以卡牆打，小兵不會來干擾。）
- 晏明（三國演義虛構角色）

第6關頭目。體形和許褚相似，持鳳嘴刀，攻擊能發出衝擊波，還會車輪衝撞。防禦力高但移動速度比較慢。
（附註：該關卡中段會出現夏侯恩，见到玩家就会逃跑，将其截杀可得青釭劍，这是原著中赵云的事迹。）
- 夏侯傑（三國演義虛構角色）

第6關副頭目，與晏明一起出現。持黑纓枪。體形和李典相似，但不會用足技。
（附註1：这段剧情是原著“张益德大闹长坂桥”的重现。）
（附註2：擊敗夏侯傑以及晏明身邊的趙明，會有一定機率掉七星劍或是大肉。）
- 張遼

第7關頭目。持狼牙棒及尖刺盾牌，會飛天重壓、飛刀、抓人及放保險。移動速度較快。
（附註1：該關卡開始前會出現火烧连环船的画面，此外可見到张辽和曹操的背影。）
（附註2：該關卡會出現聖劍，本作第二強的武器，僅次於草薙劍，可以在該場景打完所有敵兵後再回頭拿，對付張遼很好用，也會出現金槌或木槌。）
（附註3：該關卡中會随机出現日本刀，其中有一定機率出現传说中的日本刀正宗、村正和村雨。村雨是游戏中最强的日本武士刀。）
- 徐晃

第8關頭目。步行和騎馬時皆持開山斧。體形和淳于導相似，但他更強很多，會抓人。以騎馬姿態出現。因為這關卡舞台狹窄，沒有地方可以逃脫，所以是最困難的一關。
（附註1：該關卡中段會出現黄、紫、王、偃、華、何的女敵方。）
（附註2：該關卡中會随机出現日本刀，有一定機率出現传说中的日本刀。也會出現金槌或木槌，沙鈴槌則會在一群趙氏兄弟中隨機出現，可連續敲擊造成大量傷害。）
- 呂布

第9關頭目，是实际的最终頭目。持斬馬劍，還能使毒龍鞭。會車輪衝撞、格擋、抓人及放保險。幾乎擁有所有強項的強者。由於體力亦相當高，有超時未能夠過關的風險。
（附註1：該關卡會出現草薙劍，本作最強的武器，過河會強制放下無法再使用，上岸後會出現倚天劍。）
（附註2：呂布登場同時會帶星、菊、朱的女刺客〔和美美一行同樣是不同色和不同名〕。）
（附註3：这个情节是不合原著的。原著中吕布在发生赤壁之战之前的下邳之戰就已被曹操杀死很長一段時間，而在这虛構劇情中，吕布为了阻撓劉關張兄弟的霸業不惜為曹操卖命。）
- 曹操

最後一關的頭目，以炸彈攻擊。战斗时间仅15秒，15秒后曹操会逃走。开战前可以选择“释放”，让曹操逃跑（但是世界版、美版游戏不能释放）。結局會根據玩家是否打敗或忽視他而改變，打倒、释放和逃走的结局画面不同。打倒曹操为统一全国的虛構結局；释放曹操为三国鼎立的史實結局；若未打敗曹操讓其逃走则显示曹操逃回北方立馬復仇再次吞併荊州，五位主角最終戰敗而死的虛構結局。
（附註1：这段剧情是原著“关云长义释曹孟德”的重现。但多出两種選擇。）
（附註2：因世界版、美版游戏不能释放，玩家就只能打敗他，結局從三個變成兩個，打倒和逃走。）

## 其他角色
- 劉備

前作為可選的一位角色，本作為只在剧情演示画面裡登场，变成了非玩家角色。其图案的身体部分和曹操一样，只是颜色不同。
- 諸葛亮

关卡之间的剧情演示画面裡经常登场，台词较多。敌将战裡制限时间所剩无几时，警告信息也是诸葛亮发出的。
- 麋夫人

第5关打败淳于导后，在剧情演示画面登场。因腿部重傷倚坐在枯井邊，把劉禪托付給玩家角色後便投井自盡。
- 劉禪

第5关打败淳于导后，在剧情演示画面登场。
- 孫權

第6关通过后登场，是否要和刘备联盟拒曹，他举棋不定，打木人或大比武Bonus关卡结束后，孙权下定决心要和刘备结为同盟。
- 魯肅

第6关通过后，鲁肃与孙权一同登场，向孙权献策，建议和刘备结为同盟。其图案的身体部分和諸葛亮一样，只是颜色和衣服不同。

## 世界版
原版的《吞食天地II 赤壁之戰》（日语：天地を喰らうII 赤壁の戦い）仅在日本本土发行，华语圈进口的机台多是日本原版，在港台地區和韓國的亞洲版標題為《三國誌II》（通稱街機《三國志》），亚洲版人物的人名英文转写采用的是汉语拼音，而非日语罗马音。由於考虑到西方世界用户对三国故事背景不熟悉，发行商决定以《Warriors of Fate》（命运战士）之名在欧美发行这款游戏，内容和关卡与原版基本无异，但删除了部分过场。我方和敌方角色的名字，被更换成了西方玩家熟悉的历史角色，比如五虎将以成吉思汗的兒孫命名，敌将被冠以成吉思汗（鐵木真）、忽必烈及其部下、匈奴王阿提拉之类，整个故事情节被描绘成“历史英雄人物超越时空的大会战”，颇有“关公战秦琼”的意味。这种设定的反响并不讨好，使西方的玩家多感到不知所云，按日本的说法就是充满“违和感”。
同样的游戏，在日文和华语圈广受欢迎，但在西方的知名度和反响就非常一般，很可能是海外市场销量最低的CPS 1.5作品，远没有情节“西化”的《快打旋风》、《名将》成功。